# 前550年
| 千纪： | 前1千纪 |
| 世纪： | 前7世纪 \| 前6世纪 \| 前5世纪 |
| 年代： | 前580年代 \| 前570年代 \| 前560年代 \| 前550年代 \| 前540年代 \| 前530年代 \| 前520年代 |
| 年份： | 前555年 \| 前554年 \| 前553年 \| 前552年 \| 前551年 \| 前550年 \| 前549年 \| 前548年 \| 前547年 \| 前546年 \| 前545年                                                                              |
| 纪年： | 周灵王二十二年 魯襄公二十三年 齐庄公四年 晋平公八年 秦景公二十七年 宋平公二十六年 楚康王十年 卫殇公九年 陈哀公十九年 蔡景侯四十二年 曹武公五年 郑简公十六年 燕文公五年 吴王诸樊十一年 杞孝公十七年 |

## 大事記
- 居魯士二世領導做為附庸的波斯征服宗主國米底王國，建立阿契美尼德王朝。
- 齊莊公支援政治鬥爭失敗，投奔齊國的欒盈糾合殘黨攻入晉國，一度攻入都城絳，後迅速被范宣子、士鞅父子平定，是為欒盈之亂。
- 陳國役人暴動，陳侯如楚，公子黃愬二慶於楚，楚人召之，使慶樂往殺之，慶氏以陳叛，夏，屈建從陳侯圍陳，陳人城板隊而殺人，役人相命，各殺其長，遂殺慶虎、慶寅。

## 出生
- 米利都的赫卡塔埃乌斯，古希腊米利都的历史学家。
- 小米太亞德，古代雅典人。

## 逝世
- 欒盈，東周春秋時期晉國政治人物、將軍。
- 慶虎，春秋時期陳哀公時陳國正卿，陳桓公五世孫。